# Stock.xchng
Stock.xchng – serwis internetowy stworzony (w lutym 2001) i przeznaczony do gromadzenia oraz bezpłatnego udostępniania zdjęć cyfrowych. Właścicielem serwisu jest węgierska firma Dream Interactive, a jego założycielem Peter Hamza. W chwili obecnej (październik 2006) na stronie sxc.hu znajduje się prawie 250 tysięcy zdjęć udostępnionych przez ok. 22 tys. użytkowników z całego świata. Najliczniej reprezentowane są: USA, Brazylia i Wielka Brytania; znajduje się tam także dość spora grupa aktywnych uczestników z Polski. Pomimo że strona umieszczona jest na serwerze węgierskim, oficjalnym językiem serwisu jest język angielski. Użytkownicy chcący porozumiewać się między sobą w swoich językach ojczystych mogą to robić na Forum (w tzw. "Regional chat").
Korzystanie z zasobów strony jest bezpłatne, każdy zarejestrowany członek serwisu może wykorzystywać bezpłatnie do swoich celów zdjęcia udostępnione przez innych użytkowników.